# Odynerus nesotrephes
Odynerus nesotrephes är en stekelart som beskrevs av Perkins 1899. Odynerus nesotrephes ingår i släktet lergetingar, och familjen Eumenidae. Inga underarter finns listade i Catalogue of Life.